# ウルフェン
ウルフェン（Wolfen）は、任天堂のコンピュータゲーム『スターフォックス』シリーズに登場する架空の戦闘機。

## 概要
「スターウルフ」チームの主力戦闘機で、アーウィンと同じく「超高性能全領域戦闘機」の肩書きを持つ。
2対の前進翼を持っており、全体的に赤い装飾が施されている。
アンドルフとピグマのカスタムメイドによるもので、アーウィンと同様にG-ディフューザーシステムが搭載されているほか、重力制御を行うグラヴィティブレードがアーウィンよりも多く装備されており、火力、装甲、旋回性能など、アーウィンと互角かそれ以上の性能を持っているとされている。
64版では敵戦闘機としてのみ登場するため操作することはできないが、『アサルト』では条件を満たせばバトルモードで使用可能で、アーウィンと比べると加速力、速度では勝るが減速力と旋回能力で劣るほか、ウルフが搭乗している時のみ照準が極めて大きくなるが、それ以外のキャラクターが搭乗すると照準が小さくなる特徴がある。
『コマンド』でも、プレイヤーキャラクターとして登場するウルフの機体として操作可能で、高い機体性能に加えツインレーザーとマルチロックを同時装備している。
『ゼロ』では64版と同じく敵機としてのみの登場で、ステージによってはツインレーザーやメンバーそれぞれで特殊技を使用する他、「対地強襲用歩行形態」の肩書を持つ狼のような形態「ハンター」へと自在に変形する。

## 系列機
64版ではパワーアップ機の「ウルフェンII」も登場する。前進翼が3対6枚に、エンジンが2基に増えたほか、ツインレーザーが標準装備されており、アーウィンと同様にローリングすることで敵のレーザーを反射することができるほか、バリアによってチャージ弾やスマートボムといった攻撃を完全無効化できる。また、火力、機動性共にアーウィンに比べて格段に上回っている。
『コマンド』で「ウルフェン」という名称の機体を使用しているキャラクターはウルフのみで、レオンは「レインボーデルタ」、パンサーは「ブラックローズ」という、ウルフェンを各パイロットに合わせて改造したものと思われる個別の機体をそれぞれ使用している。レインボーデルタは画面内に捉えた敵全てを一瞬でロックオンし、同時多目標攻撃できるワイドロックを装備しており、ブラックローズは連射は利かないが威力、射程がずば抜けているザッパーを装備している。

## 大乱闘スマッシュブラザーズ
『大乱闘スマッシュブラザーズ』シリーズでは『スターフォックス』シリーズを題材にしたステージで登場する。第1作目の「セクターZ」では『スターフォックス64』に登場するミサイル「マン・ドリル」と共にステージの背景の中で飛んでおり、『DX』ではアーウィンと共にやくものとして登場し、対戦者達をレーザーで攻撃してくる。出現率はやや低めだがアーウィンとの違いは見た目とそれによる足場として使える部分の形状のみ。
『X』では「ライラットクルーズ」の背景の中でアーウィンとドッグファイトを繰り広げているほか、対戦およびアドベンチャーモード『亜空の使者』でウルフが登場する時に使用されている。
いずれも64版のデザインで、シングルレーザーを装備している。